# Rabschake
Rabschake war der Titel eines namentlich nicht bekannten Beamten des assyrischen Königs, der Ende des 8. vorchristlichen Jahrhunderts zusammen mit Tartan und Rabsaris zu Hiskia, dem König von Juda, gesandt wurde.

## Titel
Das assyrische Wort Rab šaqē bedeutet „Obermundschenk.“ Ursprünglich ein Hofbeamter, wurde der Rabschake zum Befehlshaber der königlichen Leibwache. Weitere militärische Aufgaben kamen im Lauf der Zeit hinzu. Innerhalb der Delegation an Hiskia hatte der Rabschake aber die niedrigste Stellung, denn Tartan (turtānu) hatte den militärischen Oberbefehl und auch Rabsaris hatte einen hohen militärischen Rang.
Die vom Rabschake vorgetragene Rede entspricht zeitgenössischen diplomatischen Methoden und wird verglichen mit der Verhöhnung des Hyksoskönigs Apophis durch Kamose oder mit dem Nimrudbrief ND 2632, womit der aramäische Stammesführer Ukin-zēr eingeschüchtert werden sollte. Die Absicht war, das eigene Militär zu schonen und durch Einschüchterung des Gegners womöglich kampflos seine Ziele zu erreichen.

## Erwähnungen in der Bibel
Im 18. Kapitel des 2. Buchs der Könige  wird berichtet, wie der König von Assyrien Tartan, Rabsaris und Rabschake von Lachisch nach Jerusalem zu König Hiskia sandte. Dies war Teil eines Feldzugs, um das, in der Hoffnung auf ägyptische Hilfe, von der Oberherrschaft Assurs abgefallene Juda wieder zu einem assyrischen Vasallen zu machen. Nachdem sie Jerusalem erreicht hatten und Vertreter Hiskias zu ihnen vor die Stadtmauer gekommen waren, hielt Rabschake eine Rede. In dieser versuchte er, Hiskia zu überzeugen, dass die Hoffnung auf ägyptische Hilfe trügerisch sei, und das Volk von Jerusalem zum Abfall von Hiskia zu bewegen. Der gleiche Vorgang wird auch im 36. Kapitel des Jesajabuches  und im 32. Kapitel des 2. Chronikbuches  berichtet (wobei Rabschake explizit aber nur bei Jesaja, jedoch nicht im 2. Chronikbuch erwähnt wird).